# Ернст I (герцог Саксен-Кобург-Готи)
Ернст I (нім. Ernst I.), повне ім'я Ернст Антон Карл Людвіг (нім. Ernst Anton Carl Ludwig), (нар. 2 січня 1784 — пом. 29 січня 1844) — герцог Саксен-Кобург-Заальфельду у 1806—1826 роках, герцог Саксен-Кобург-Готський у 1826—1844 роках. Син попереднього герцога Саксен-Кобург-Заальфельду Франца та графині Ройсс цу Еберсдорф Августи. Походив з Ернестинської лінії Веттінів, заснував Саксен-Кобург-Готську династію.
Зайняв блискуче положення на міжнародній арені, завдяки шлюбам родичів із представниками правлячих династій.
Перебував на службі у прусській і російській арміях. Мав чин генерала кінноти російського війська (1832). Брав участь у кількох війнах антинаполеонівських коаліцій. Кавалер численних орденів.
Актичний діяч Віденського конгресу. 1826 року шляхом обміну територій з Саксен-Майнінгеном, збільшив свої володіння майже вдвічі. Новостворена країна, названа Саксен-Кобург-Гота, складалася з двох окремих герцогств, поєднаних особистою унією. 1821 року дарував Саксен-Кобург-Заальфельду конституцію, яка згодом діяла у Саксен-Кобурзі. Розгорнув активне будівництво, в першу чергу, реставрацію своїх резиденцій.

## Біографія

### Дитинство

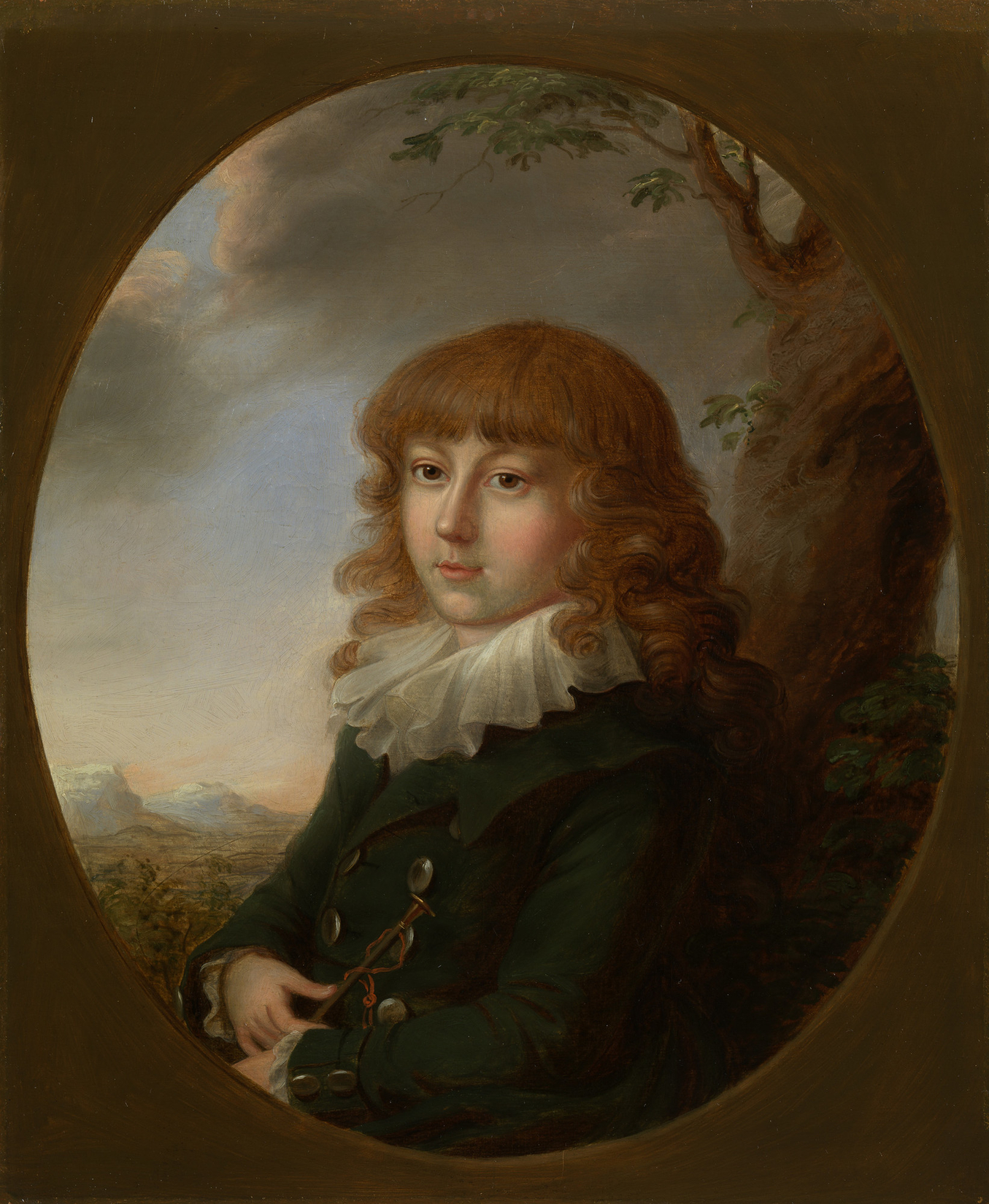
Портрет принца в ранньому віці, 1844, Осборн-гаус

Народився 2 січня 1784 року у Кобурзі. Був четвертою дитиною та старшим сином у родині спадкоємного принца Саксен-Кобург-Заальфельду Франца та його другої дружини Августи Ройс-Еберсдорфської. Мав старших сестер Софію, Антуанетту та Юліану. Згодом сімейство поповнилося п'ятьма молодшими дітьми, з яких дорослого віку досягли донька Вікторія та сини Фердинанд і Леопольд. Герцогством у цей час правив їхній дід Ернст Фрідріх.
У 1786—1800 роках родина мешкала у Prinzenpalais в Кобурзі. Діти зростали у скромних умовах, оскільки країна була обтяжена боргами. 8 вересня 1800 року Франц став правлячим герцогом.
Ернст отримав добру освіту під наглядом батьків. Гувернером спадкоємця та його помічником були призначені полковник Сеньйор з Лозанни та барон Гогенбаум відповідно. Уроки принцу давали також професора Арцберґер та Ернесті. 10 травня 1803 року Ернст був передчасно проголошений повнолітнім через важку хворобу батька. 1805 року той придбав для старшого сина замок Розенау.
У 1790 році малолітній принц був зарахований до російського війська капітаном лейб-гвардії в Ізмайловський лейб-гвардії полк за особистим розпорядженням Катерини II, 19 листопада 1796 наказом імператора Павла I був підвищений до полковника. 19 березня 1801 Олександр I надав йому чин генерал-майора з переведенням до лейб-гвардії Кінного полку. Зв'язки з Російською імперією скріпилися шлюбом його сестри Юліани з великим князем Костянтином Павловичем у лютому 1796 року. Молодший брат Леопольд також поступив на російську військову службу.

### Період наполеонівських воєн

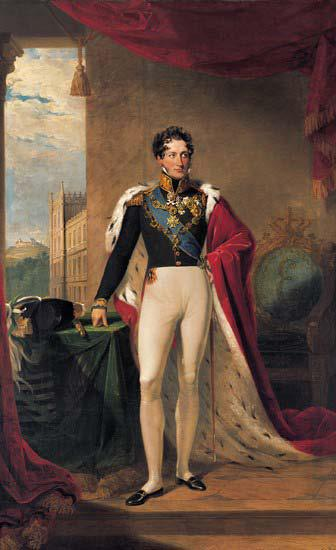
Портрет пензля Дж. Доу, 1818–1822, замок Еренбург

Восени 1805 року, разом з Леопольдом, приєднався до російської армії в Моравії, перебував у свиті імператора Олександра I під час битви під Аустерліцом. Безпосередньої участі в бойових діях принци не брали. У 1806 повернувся до Кобурга, але вже у жовтні, в ході війни четвертої коаліції, узяв участь у битві при Ауерштедті. Кобург 7 жовтня 1806 року був захоплений французами. Після поразки прусського війська супроводжував короля Фрідріха Вільгельма III через Земмерду, Магдебург і Кюстрин до Ґрауденцу, де розмістили прусський штаб, а звідти — до Кенігсбергу, де захворів на сильну лихоманку на нервовому ґрунті. Під час загрози наступу французів, принца вивезли до Мемелю. Відновлював здоров'я у богемських лазнях. 1807 року відзначився у битвах під Гейльсбергом та Фрідландом.
Номінально став герцогом після смерті батька 9 грудня 1806 року, але фактичної влади не мав через окупацію земель французами і до країни не повертався. 15 грудня Саксен-Кобург-Заальфельд став членом Рейнської конфедерації. Після укладення Тільзитського миру офіційно вступив на престол герцогства 28 липня 1807, зобов'язавшись надсилати кобурзький контингент до наполеонівської армії. Відсторонив міністра Теодора фон Кречманна, який волів увести у країні Кодекс Наполеона. Разом з тим, у вересні 1807 року, разом із братом Леопольдом, відвідав Париж, аби завоювати схильність імператора; їхня зустріч відбулася лише у жовтні. У 1808 році, залишивши на чолі герцогства Леопольда, виїхав до Росії.
Кобурзькі війська у складі французької армії воювали в Тиролі, Іспанії, Східній та Західній Пруссії. Герцог у складі Великої Армії брав участь у Російській кампанії 1812 року та Саксонській кампанії 1813 року, на чолі кірасирської бригади відзначився у битві при Люцені 2 травня 1813, а 18 липня 1813 — вийшов з Рейнського союзу. У складі прусського війська бився при Кульмі та Лейпцизі. 16 грудня 1813 повернувся на російську службу в чині генерал-лейтенанта, в ході Французької кампанії 1814 відзначився в битвах при Брієнні, Ла-Ротьєрі, Арсі-сюр-Об, Сен-Дізьє та Фер-Шампенуазе. У 1813/14 роках командував 5-м німецьким армійським корпусом, який узяв Майнц. 14 липня 1814 року розпустив військо.
На Віденському конгресі відстоював суверенітет Саксонії, за що отримав від саксонського короля у землі на лівому березі Рейну з населенням у 25 тисяч мешканців, які назвав князівством Ліхтенберг. Також завоював дружбу Клемента фон Меттерніха.
Під час «Ста днів», у березні 1815 року виступив у похід на чолі саксонського корпусу, але участі у військових діях не брав.
Розглядав кілька кандидатур для шлюбу, у тому числі, доньок російського імператора Павла I.
У віці 33 років побрався з 16-річною принцесою Саксен-Гота-Альтенбурзькою Луїзою, заручини з якою пройшли 20 грудня 1816 року. Наречену змальовували гарно освіченою, жвавою та романтичною дівчиною, яка вважала герцога вродливим і добрим.
Вінчання відбулося 31 липня 1817 року у замку Фріденштайн у Готі. За дружиною Ернст отримав великий посаг. Перший час шлюб був щасливим, але згодом подружжя почало зраджувати одне одному. 31 березня 1826 року вони оформили офіційне розлучення. Луїза пішла з життя у серпні 1831 року в Парижі.
У віці 48-років Ернст одружився вдруге зі своєю 33-річною небогою Марією Вюртемберзькою, донькою його сестри Антуанетти та Александра Вюртемберзького. Веслля пройшло у замку Еренбург у Кобурзі 23 грудня 1832. Дітей у подружжя не було, герцогиня мала кілька викиднів.

### Правління
Саксен-Кобург-Заальфельд входив до складу Німецького союзу від моменту його заснування 8 червня 1815 року. 1 серпня 1821 року герцог дарував країні конституцію, за якою місця та голоси в ландтазі надавалися як дворянству, так і представникам міст і фермерів. Просував науку та мистецтво. Сприяв розвитку освіти, збільшив бібліотеку та колекції мистецтва у Готі, заснував ощадні каси та організації допомоги, покращив мережу доріг. Незважаючи на складну фінансову ситуацію, реалізував амбітну будівельну програму: реконструював замки Розенау, Еренбург, Калленберг і Райнхардсбрунн у неоготичному стилі, що зробило їх одними з найранніших світських будівель романтичного неоготичного стилю в Німеччині; ініціював будівництво придворних театрів у Готі та Кобурзі. Не знайшовши підтримки зі сторони своїх родичів для фінансування цих будівельних проектів, в обхід конституції, до 1837 року карбував неякісні гроші у великих масштабах. Для цього заснував у Готі Новий монетний двір 1828 року. Також проводив політику купівлі нерухомості, яка викликала невдоволення міської адміністрацію Кобурга. Це спричинило запеклі суперечки, й у 1830-х роках призвело до кількох дострокових розпусків ландтагу Кобургу.

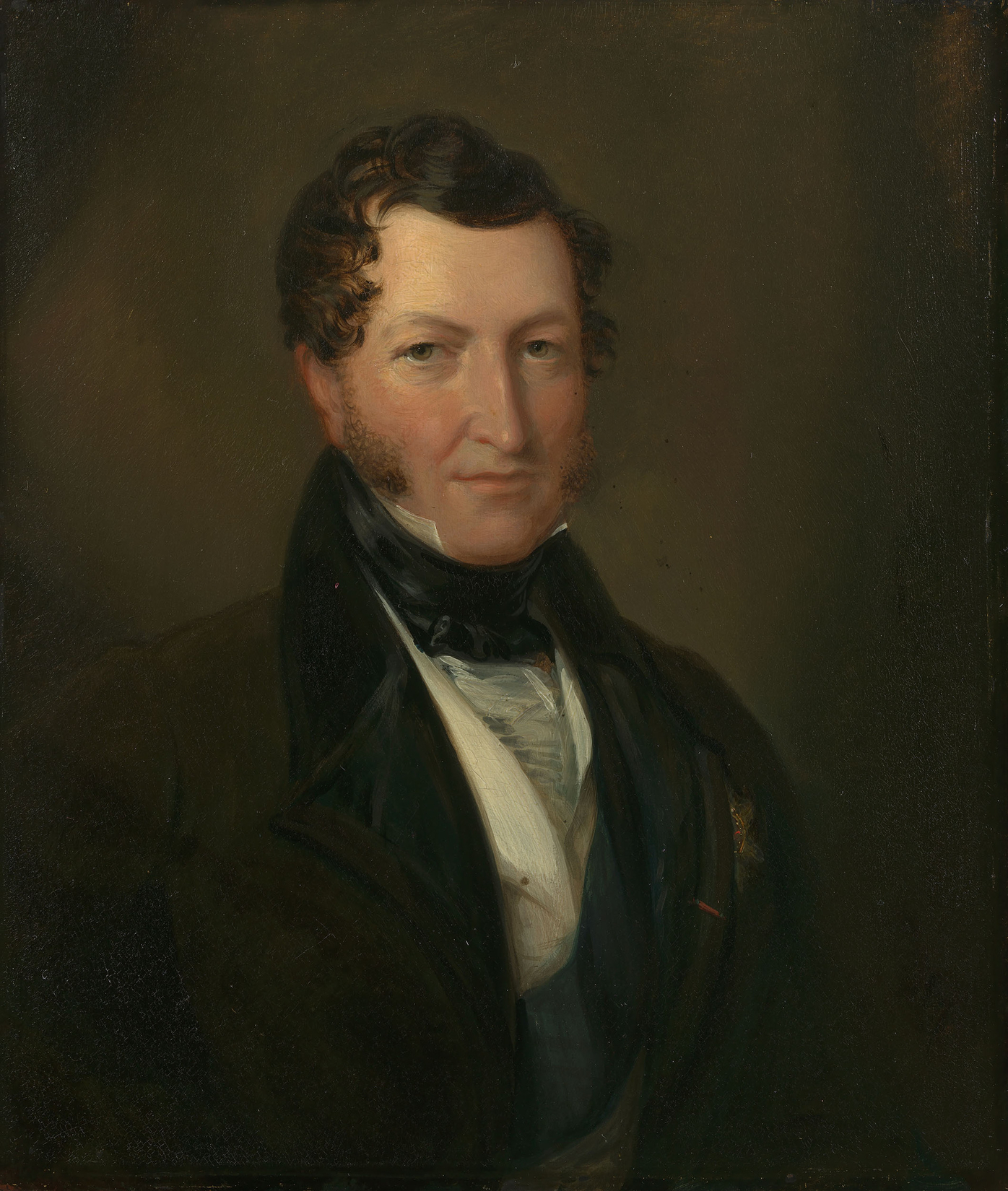
Портрет пензля Дж. Гейтера, 1840, Королівська колекція

У 1822 році придбав геррство Грайн в Австрійській імперії, куди входили замок Грайнбург, володіння Айх, Прандегг, Кройцен, Руттенштейн і Целльхоф.
У 1826 році приєднав до своїх володінь Готу, поступившись Заальфельдом на користь герцога Саксен-Мейнінгенського. До нових володінь герцога увійшли амти Гота, Іхтерсгаузен, Теннеберг, Георгенталь, Тонна, Лібенштайн, Целла, Фолькенрода та район Ордруфу. Новостворені герцогства Саксен-Кобург та Саксен-Гота, поєднані особистою унією, очолив під іменем Ернста I. Проголошена у Саксен-Кобург-Заальфельді конституція діяла лише у Саксен-Кобурзі, політичного устрою Саксен-Готи герцог не змінював.
У 1834 році продав князівство Ліхтенберг Пруссії за 2 млн талерів, придбавши у 1836—1838 роках на отримані кошти землі в Пруссії та Баварії.
Заснував державне міністерство Кобург-Готи як найвищий адміністративний орган та провів модернову реорганізацію вищих органів влади. При міністерстві діяли: вищі провінційні адміністративні органи, судова колегія, урядова колегія, старша консисторія, камерна колегія, старша податкова колегія та палата військового управління. У разі судових процесів судові колегії обох країн утворювали вищу інстанцію, але найвищою інстанцією був Вищий апеляційний суд у Єні. Було реорганізовано лісове господарство, орендні контори та податкова систему. На додаток до канцелярії юстиції в Готі була заснована кримінальна контора, скасовані вотчинні суди (1839), введено гонорар для адвокатів та нотаріусів (1838).
Герцог зняв перешкоди для вільної торгівлі, уклав торгівельні угоди з сусідніми країнами, скасував монополії (1829). Був створений Митно-торгівельний союз тюринзьких земель, який приєднався до Генерального митно-торгівельного союзу (1833).
Помер 29 січня 1844 року у Готі. Був похований у крипті церкви Святого Моріца у Кобурзі. У 1860 році тіло перепоховали у Герцозькому мавзолеї на Глокенберзькому цвинтарі міста.

## Родина

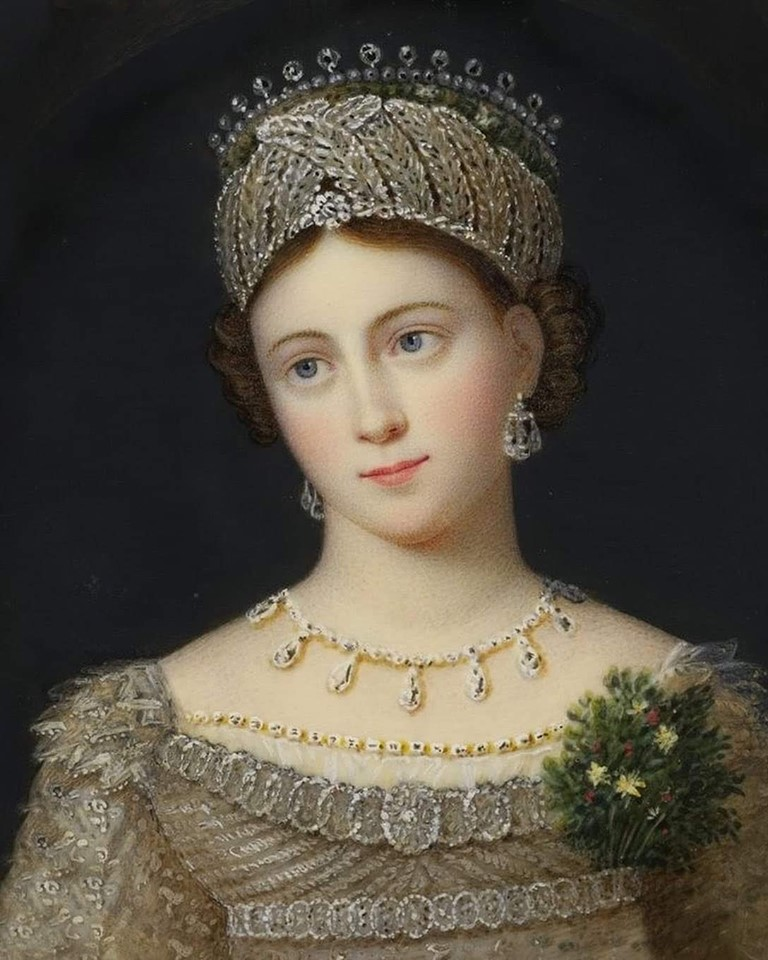
Портрет першої дружини, 1820-ті

Дружина — Луїза, принцеса Саксен-Гота-Альтенбурзька.
Діти:
- Ернст (1818—1893) — герцог Саксен-Кобург-Готи у 1844—1893 роках, був одружений з Александріною Баденською, мав кількох позашлюбних дітей;
- Альберт (1819—1861) — принц-консорт Великої Британії у 1840—1861 роках, чоловік королеви Вікторії, мав дев'ятеро дітей.

Дружина —  Марія Вюртемберзька. Дітей у подружжя не було, герцогиня мала кілька викиднів.
Мав позашлюбних дітей. Ще до його одруження співачка хору Генрієтта Аделаїда, яку називали Полін Панам, народила герцогу сина:
- Ернст Август Бельмонт (1809–1832) — лицар фон Галленберг від 1830 року.[16]

Згодом Софі Фермепен де Марто стала матір'ю його доньки:
- Берта Ернестіна фон Шауенштайн (1817–1896) — дружина свого кузена, Едуарда фон Льовенфельса,[17] мала п'ятеро дітей;

Після розлучення з першою дружиною у герцога народилися сини-близнюки від управительки замком Маргарети Браун:
- Ернст Альбрехт Бруно (1838—?) — барон фон Брюнек від 1856 року.
- Роберт Фердинанд (1838—?) — барон фон Брюнек від 1856 року.

## Нагороди
- Великий магістр ордену дому Саксен-Ернестінів (Ернестинські герцогства);
- Орден Підв'язки (Велика Британія);
- Орден Чорного орла (Прусське королівство);
- Орден Червоного орла (Прусське королівство);
- Орден Рутової корони (Саксонське королівство);
- Військовий орден Святого Генріха 1-го ступеню (Саксонське королівство);
- Великий хрест Королівського угорського ордену Святого Стефана (Угорське королівство);
- Орден Андрія Первозванного (Російська імперія);
- Орден Святого Олександра Невського (Російська імперія);
- Орден Святої Анни 1-го ступеня (Російська імперія);
- Орден Святого Георгія 2-го ступеня (Російська імперія);
- Золота зброя «За хоробрість» (Російська імперія).

## Вшанування
- У 1849 році пам'ятник герцогу було встановлено на Палацовій площі Кобургу. Скульптура виконана Людвігом фон Шванталером, постамент — Карлом Фрідріхом Вільгельмом Штрібом.
- Ім'я Ернста I носить один із номерів-люкс Кобурзького палацу-готелю (англ. Palais Coburg Hotel Residenz) у Відні,[19] відкритого 2003 року у палаці, зведеному для Фердинанда Саксен-Кобурзького у 1840—1845 роках.[20]
- Є персонажем аддону 2006 року Козаки ІІ: Битва за Європу до гри Козаки ІІ: Наполеонівські війни 2005 року.